# گرند پله افمر
گرند پله افمر (فرانسوی: Grand Palais Éphémère‎) یک سالن نمایشگاهی موقت در میدان شان دو مارس با طراحی ژان میشل ویلموت است.
این سالن که ۱۰٬۰۰۰ مترمربع مساحت دارد در سال ۲۰۲۱ ساخته شده و قرار در سال ۲۰۲۴ جمع‌آوری شود.
این مجموعه میزبان رویدادهای جودو و کشتی در المپیک تابستانی ۲۰۲۴ خواهد بود.

## نگارخانه

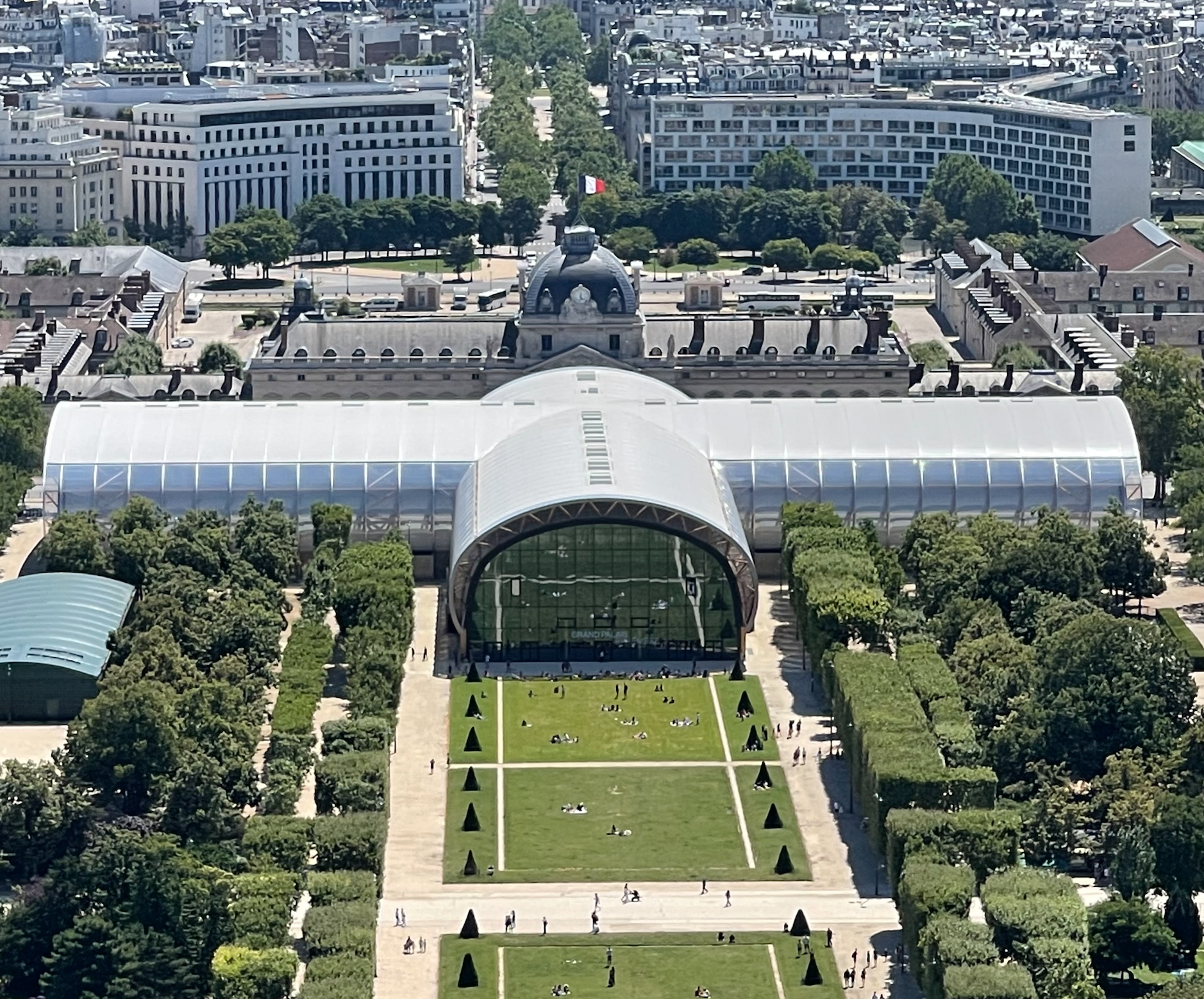
.
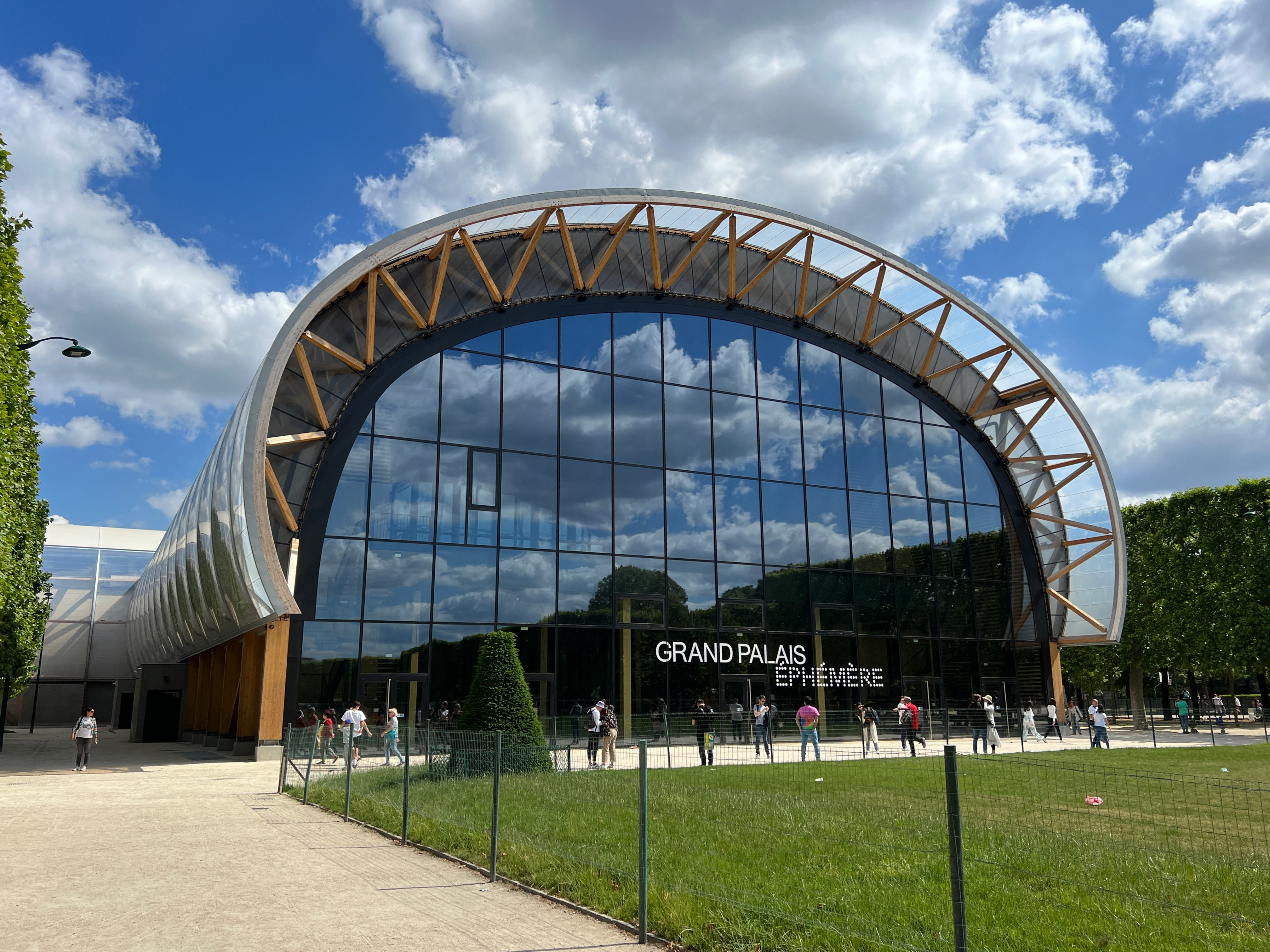
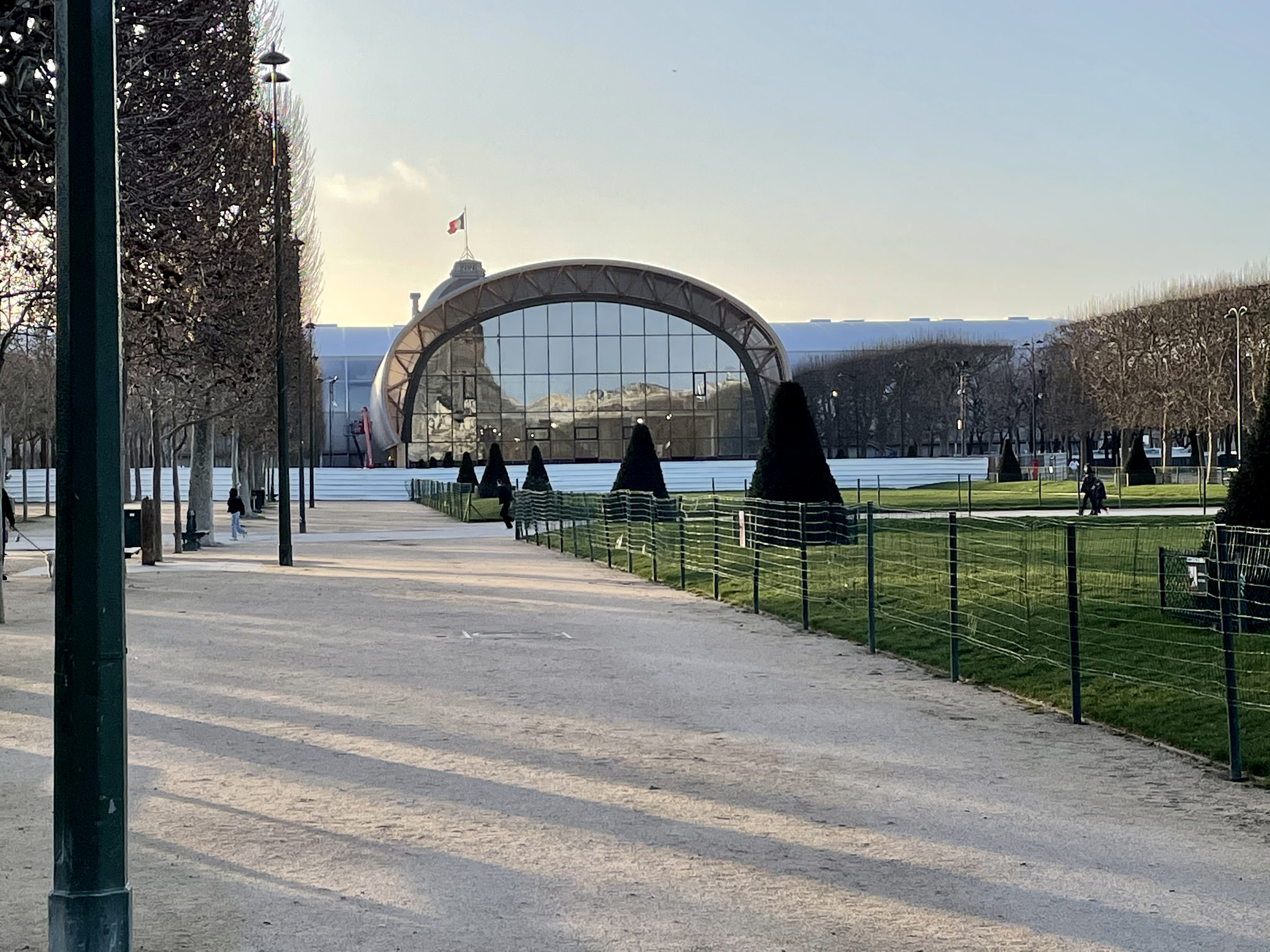
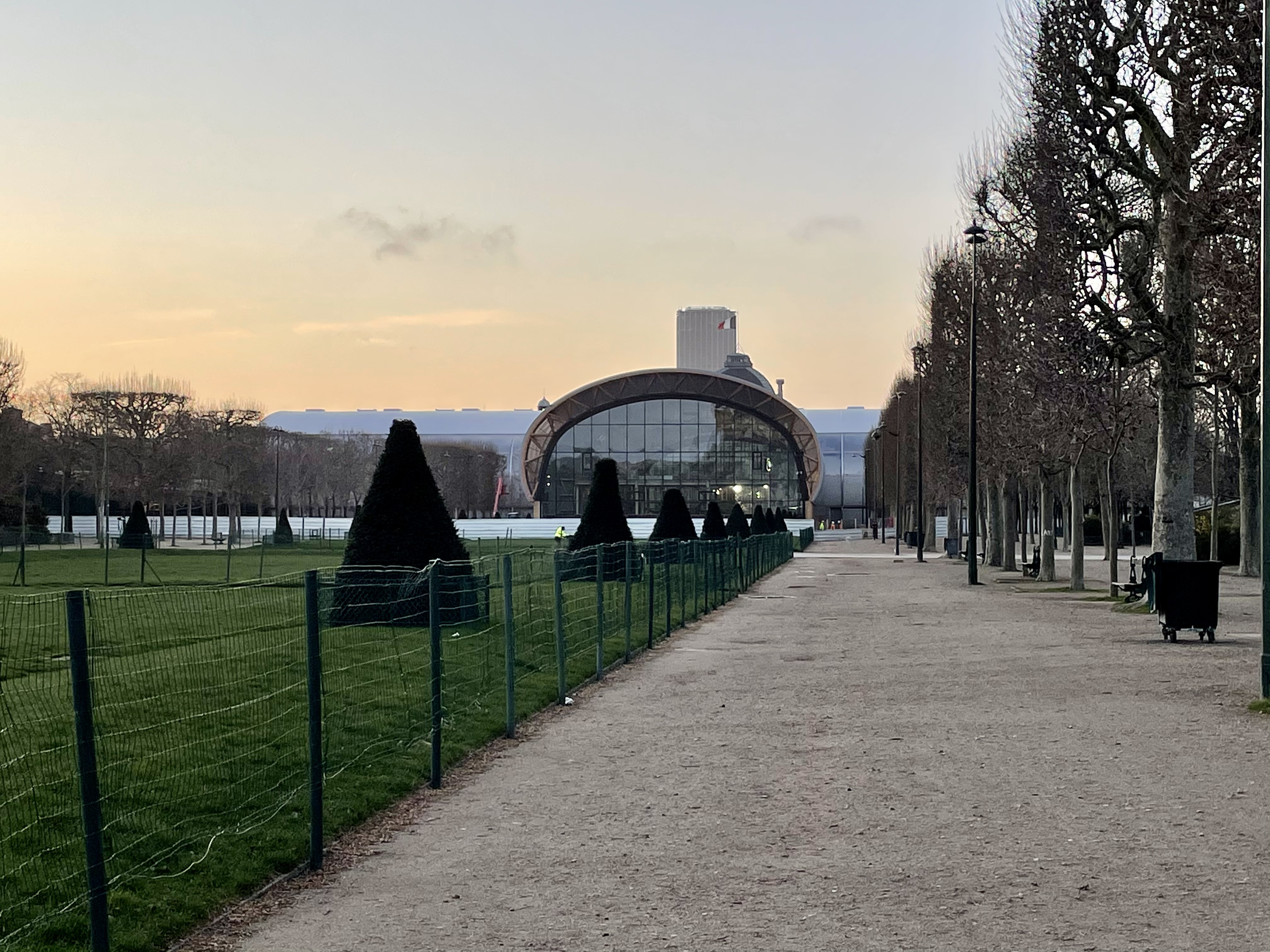
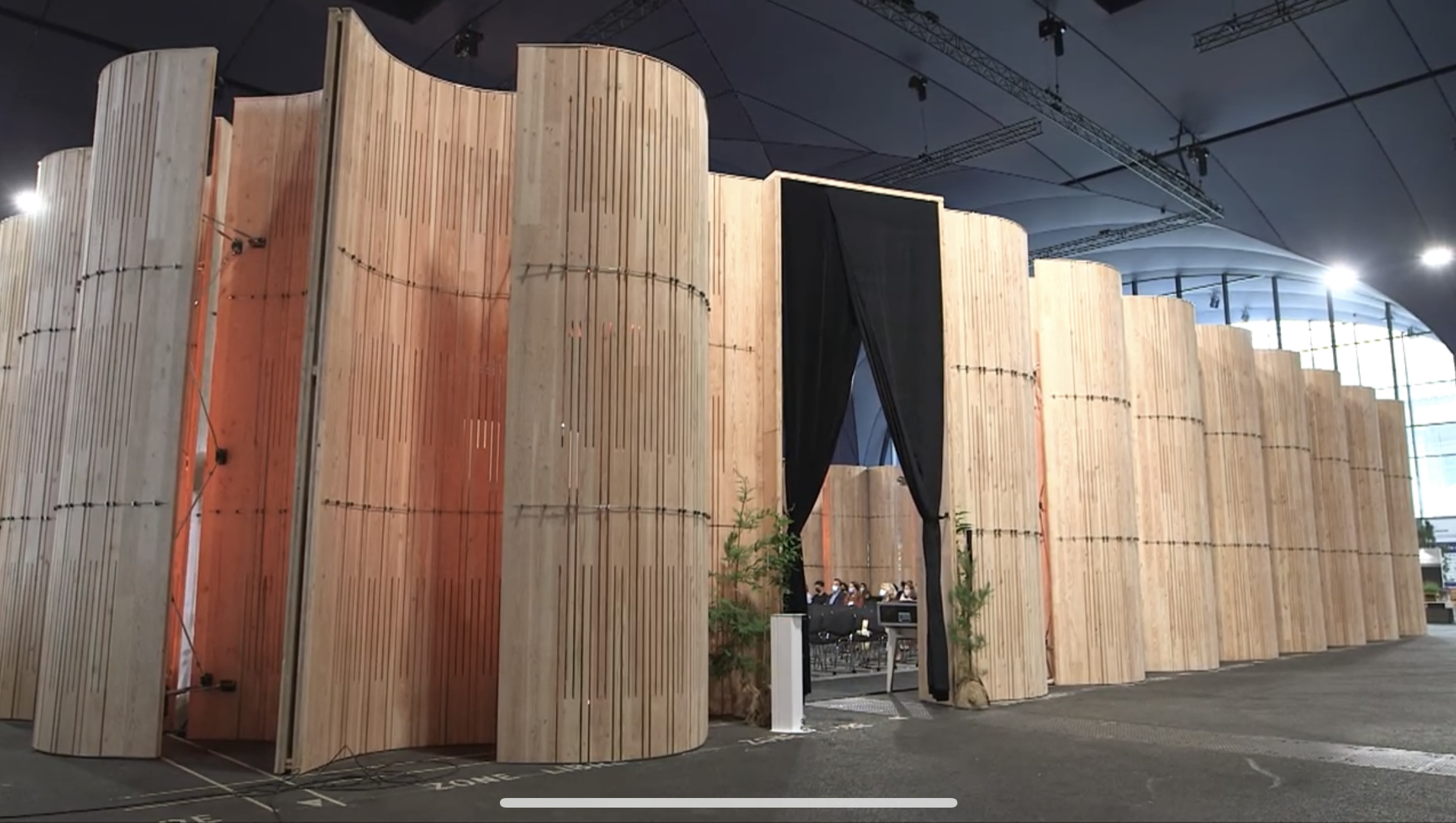